# セブン・サード・サミット

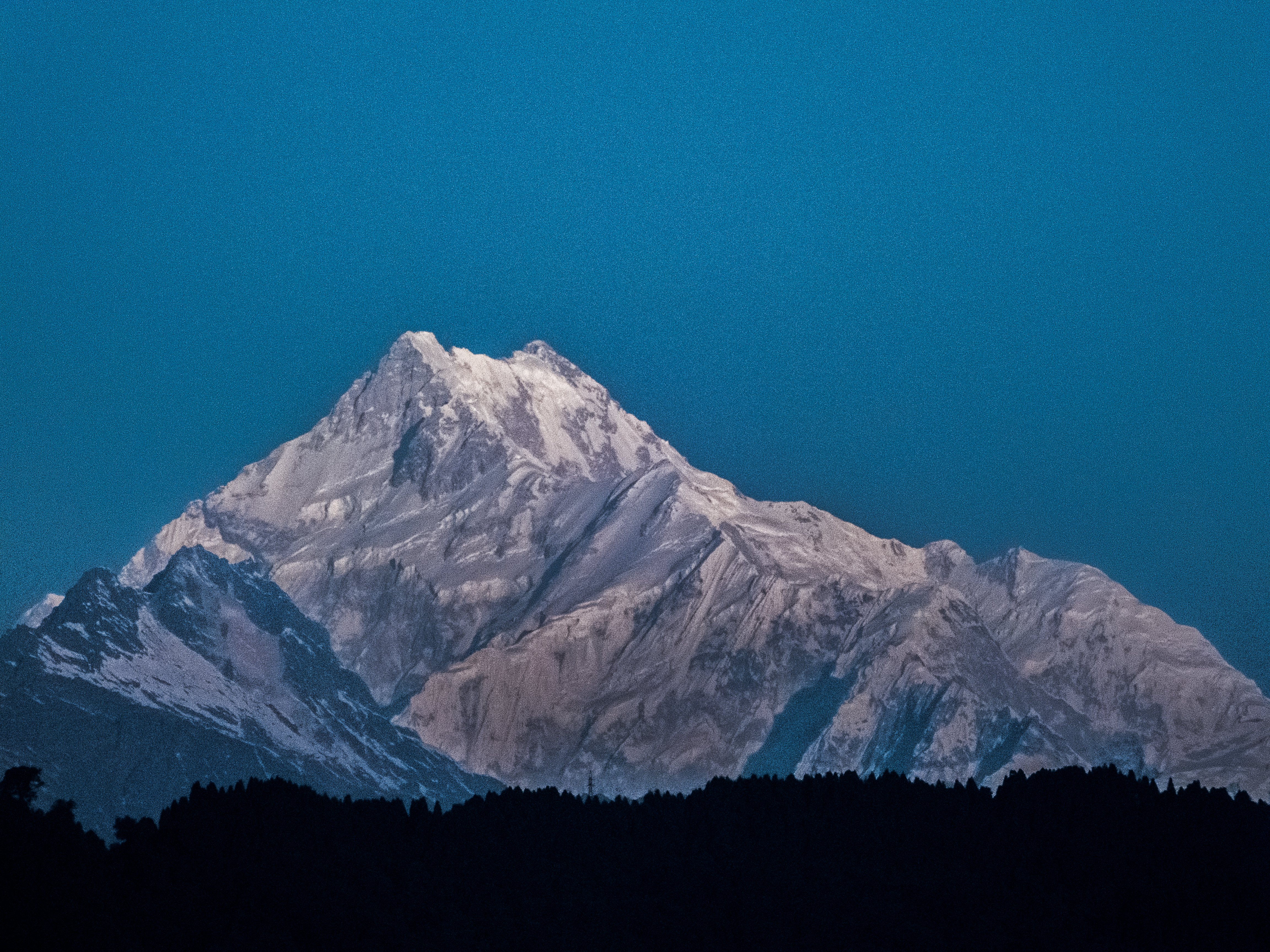
世界第3位の高峰 カンチェンジュンガ

セブン・サード・サミット（英語: Seven Third Summits）は、地球上にある7つの各大陸（厳密には大州）で3番目に標高が高い山の総称である。これらの山は全て、大陸最高峰やセブン・セカンド・サミット（各大陸第2位の高峰）の付属峰ではなく、別の山である。
オーストリアの登山家クリスティアン・シュタングルは、全てのセブン・サード・サミットに初めて登頂したと主張している。氷河の融解と測量の精度の問題から、オーストラリア大陸の第3位の高峰となり得る山が複数あるため、シュタングルはスマントリ(4870m)やンガ・プル(4862m)などにも登頂している。

## 定義
七大陸最高峰やセブン・セカンド・サミットと同様に、セブン・サード・サミットを定義する上では「大陸」の定義が問題となる。
一般に大コーカサス山脈の分水嶺はヨーロッパとアジアの境界を為すと考えられている。その場合、大陸の境界線付近に存在するエルブルス山(5642m)とディフタウ(5205m)がヨーロッパの1位・2位の高峰となる。コーカサス山脈を除くとモンブラン(4808m)とプンタ・デュフール(4634m)がヨーロッパの1位・2位となる。
オーストラリア大陸を、オーストラリア本土と、タスマニア島・ニューギニア島など同じ大陸棚上に存在する近接する島々を含む（オーストララシア）と定義した場合、オーストラリア大陸の1位・2位の高峰はニューギニア島のプンチャック・ジャヤ（カルステンツ・ピラミッド）(4884m)とマンダラ山(4760m)となる。大陸を海に囲まれた連続的な陸地に限定して考えた場合は、コジオスコ(2228m)とタウンゼンド山(2209m)である。

### バスとメスナーのリスト
七大陸最高峰のリストは、リチャード・バスが自ら登頂し著書『Seven Summits』で発表したものが初出であり、これではオーストラリア大陸最高峰をコジオスコとしている。ラインホルト・メスナーは、コジオスコの代わりにプンチャック・ジャヤを入れたリストを提案した。
バスのリストの基準によれば、オーストラリア大陸で3番目に高い山はオーストラリア本土のトウィナム山(2196m)となる。メスナーのリストの基準によれば、それはニューギニア島のトリコラ山(4750m)である。イリアンジャヤにおける山頂の高さの測量の精度が不十分なため、トリコラ山が第2位、マンダラ山が第3位の高峰とされてきたが、Shuttle Radar Topography Missionによる宇宙からの計測によればマンダラ山の方が標高が高い。
どちらのリストでもエルブルス山をヨーロッパ最高峰としており、この基準よればヨーロッパ第3位の高峰は、ロシアとジョージアの国境近くにあるシュハラ山(5193m)となる。モンブランをヨーロッパ最高峰とみなす立場からは、スイスのドーム山(4545m)がヨーロッパ第3位の高峰となる。
| セブン・サード・サミット | セブン・サード・サミット | セブン・サード・サミット | セブン・サード・サミット | セブン・サード・サミット | セブン・サード・サミット | セブン・サード・サミット | セブン・サード・サミット | セブン・サード・サミット |
| 山名                     | バスの リスト            | メスナー のリスト        | 標高                     | プロミネンス             | アイソレーション         | 大陸                     | 山系                     | 国                       |
| ------------------------ | ------------------------ | ------------------------ | ------------------------ | ------------------------ | ------------------------ | ------------------------ | ------------------------ | ------------------------ |
| カンチェンジュンガ       | ✔                        | ✔                        | 8586m                    | 3922m                    | 124.32km                 | アジア大陸               | ヒマラヤ山脈             | ネパール / インド        |
| ピシス山                 | ✔                        | ✔                        | 6793m                    | 2143m                    | 75.9km                   | 南アメリカ大陸           | アンデス山脈             | アルゼンチン             |
| オリサバ山               | ✔                        | ✔                        | 5636m                    | 4922m                    | 2690.14km                | 北アメリカ大陸           | 東シエラマドレ山脈       | メキシコ                 |
| シュハラ山               | ✔                        | ✔                        | 5193m                    | 1357m                    | 6.02km                   | ヨーロッパ大陸           | コーカサス山脈           | ジョージア               |
| マウエンジ峰             | ✔                        | ✔                        | 5149m                    | 849m                     | 11.07km                  | アフリカ大陸             | （独立峰）               | タンザニア               |
| シン山                   | ✔                        | ✔                        | 4661m                    | 961m                     | 6.55km                   | 南極大陸                 | センチネル山脈           | -                        |
| トリコラ山               |                          | ✔                        | 4750m                    | 1268m                    | 167.29km                 | オーストラリア大陸       | マオケ山脈               | インドネシア             |
| トウィナム山             | ✔                        |                          | 2195m                    | 155m                     | 6.03km                   | オーストラリア大陸       | スノーウィー山地         | オーストラリア           |